# Rivetoile
Il centro commerciale Rivetoile è un complesso immobiliare ubicato nei pressi di Place de l’Étoile a Strasburgo, nel dipartimento del Basso Reno.
Il centro sorge sul sito di ex-darsene portuali.

## Storia

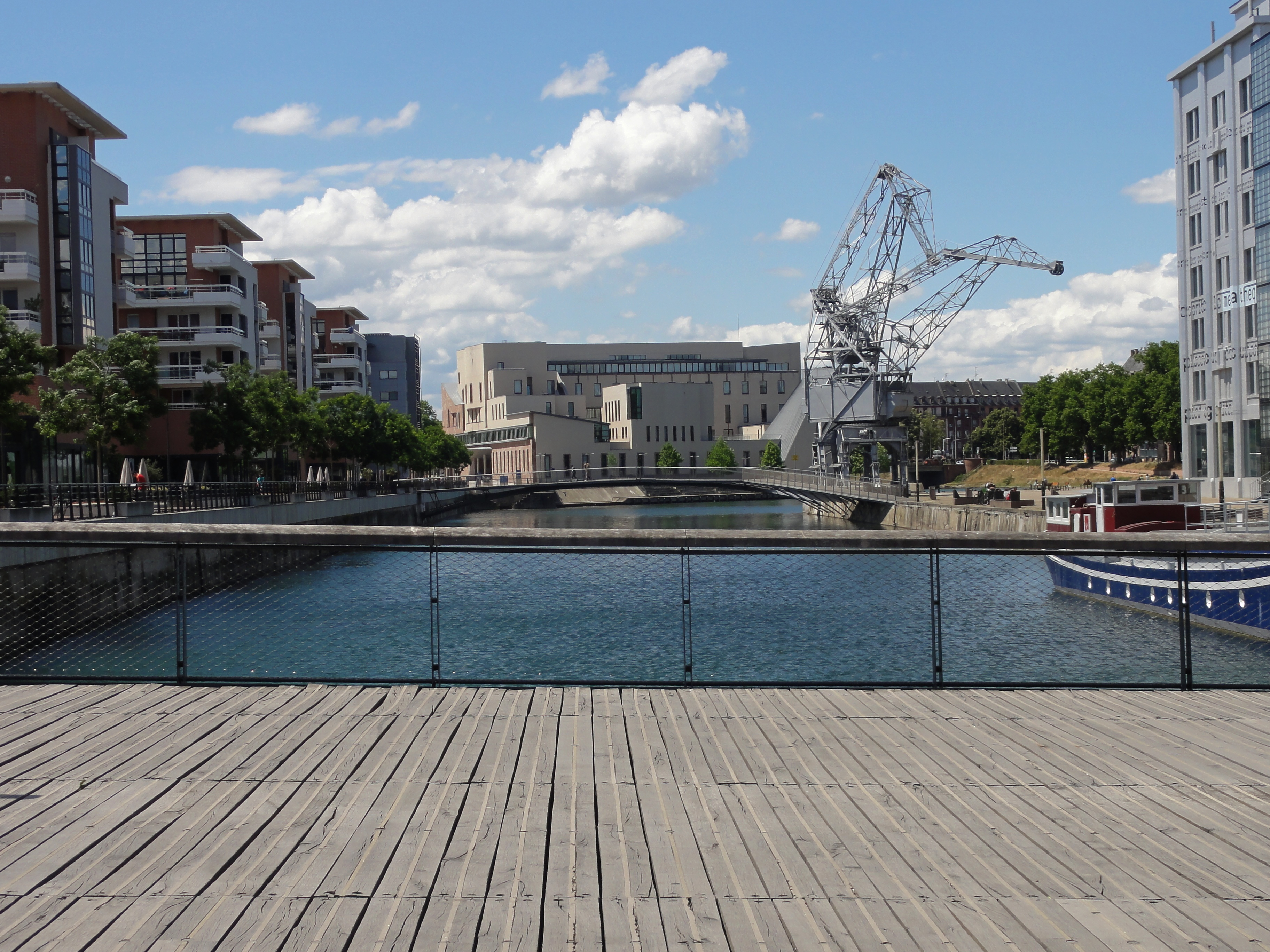
A sinistra Rivetoile, al centro la cité de la Musique et de la Danse, a destra la mediateca.

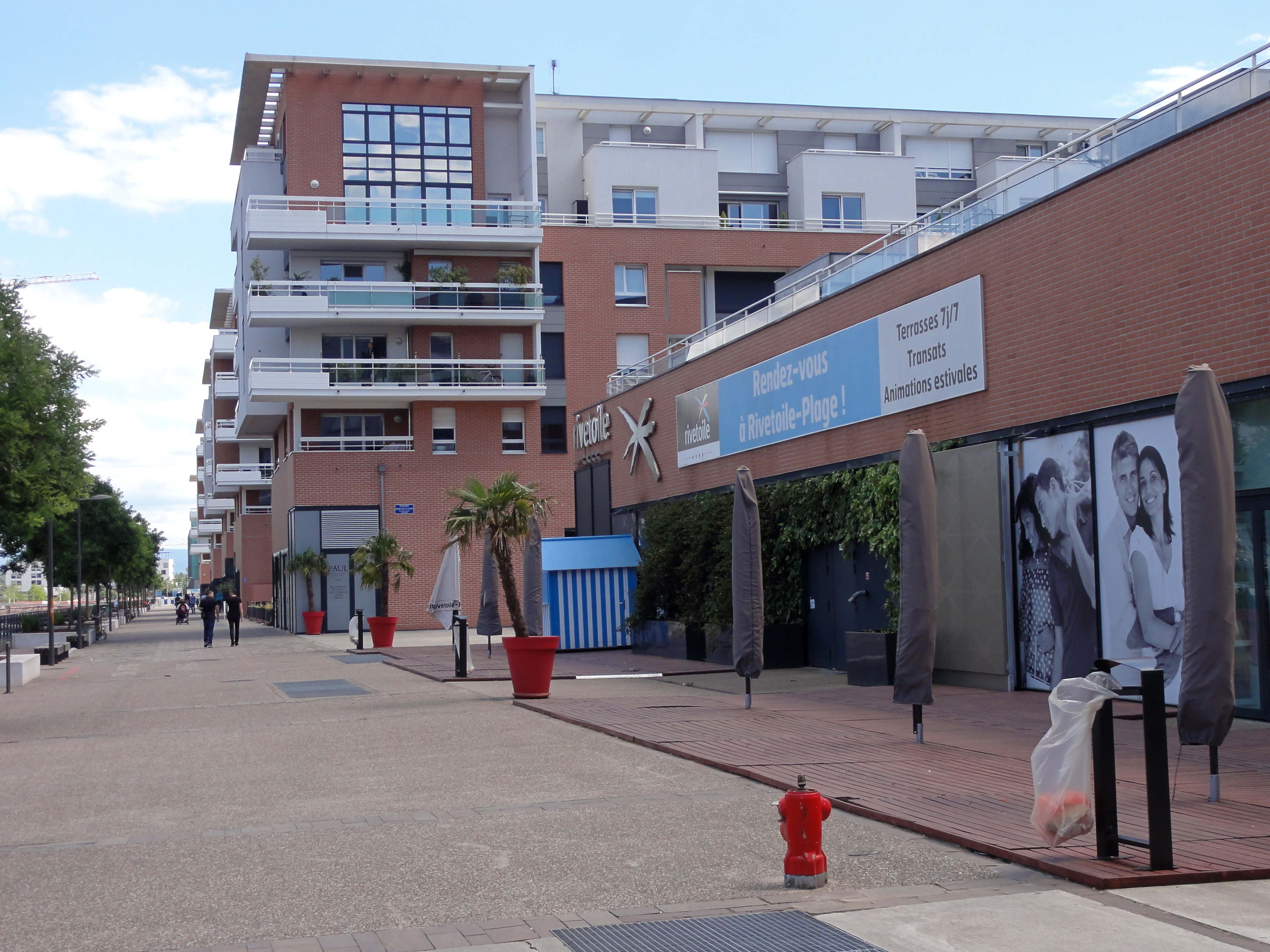
Il centro, lato molo.

Il progetto, inizialmente denominato Fronts de Neudorf e successivamente Les Passages de l’Étoile, era originariamente previsto al centro di Place de l’Étoile (oggi trasformata in parco pubblico). Infine, Rivetoile è stato realizzato lungo il Bassin Austerlitz, su un’area di ex-dock industriali abbandonati dalla fine degli anni Ottanta.
Pur essendo concepito alla fine degli anni ’80, solo nel 2003 è stato definito un progetto concreto e la Société d’Équipement de la Région de Strasbourg (SERS) è stata incaricata dal Comune di Strasburgo della sua realizzazione.
Tre soggetti promotori hanno collaborato al progetto:
- SERS: un parcheggio da 1 500 posti, un edificio per uffici e uno residenziale;
- Unibail-Rodamco: 38 000 m² destinati al commercio (il centro commerciale);
- Spiral & Weller: quattro edifici residenziali e due per uffici.

Il centro commerciale è stato inaugurato il 1 ottobre 2008 (apertura al pubblico il 2 ottobre 2008), mentre il complesso immobiliare e gli uffici sono stati consegnati progressivamente fino ai primi mesi del 2009. Il complesso si inserisce in un contesto urbano di recente riqualificazione, con strutture accessorie quali la mediateca André-Malraux, l’ex cantiere navale Seegmuller, la cité de la Musique et de la Danse e l’UGC Ciné Cité Strasbourg.
Il Comune di Strasburgo aveva l’obiettivo di fare di questo quartiere un nuovo centro urbano, mantenendo l’atmosfera industriale e richiamando il passato portuale del luogo. Le antiche gru di carico sono state conservate e si affacciano sul centro.
Dal 23 aprile 2012, Rivetoile ospita la Plage digitale, il primo spazio di coworking di Strasburgo, con un open space da 30 postazioni, sale condivise e cinque aziende residenti.
A dicembre 2014 il centro commerciale è passato alla proprietà di Wereldhave, società immobiliare di origine olandese, raggiungendo un fatturato di 100 milioni di euro nello stesso anno.
Nel 2021 Wereldhave lo ha ceduto a Lighthouse Capital Limited.

## Il centro commerciale

### Affluenza
All’inaugurazione si è fatto leva sulla vicinanza alla regione di Ortenau e sull’attrattiva di Leclerc per attirare pubblico; il primo sabato di apertura ha registrato 47 000 visitatori, superando tutte le previsioni.
Nonostante un avvio più lento nei primi due anni — 4,2 milioni di visitatori nel 2010 — imputato alla collocazione periferica, il fatturato della maggior parte degli operatori è in costante crescita.
Il centro attrae soprattutto utenti senza mezzo privato e studenti residenti nel quartiere. L’Associazione Commercianti, Artigiani e Dettaglianti di Neudorf intende coinvolgere un pubblico più ampio in tutta l’area metropolitana di Strasburgo e nella vicina Kehl. Nel 2012 circa il 20 % della clientela era di nazionalità tedesca.

### Animazione

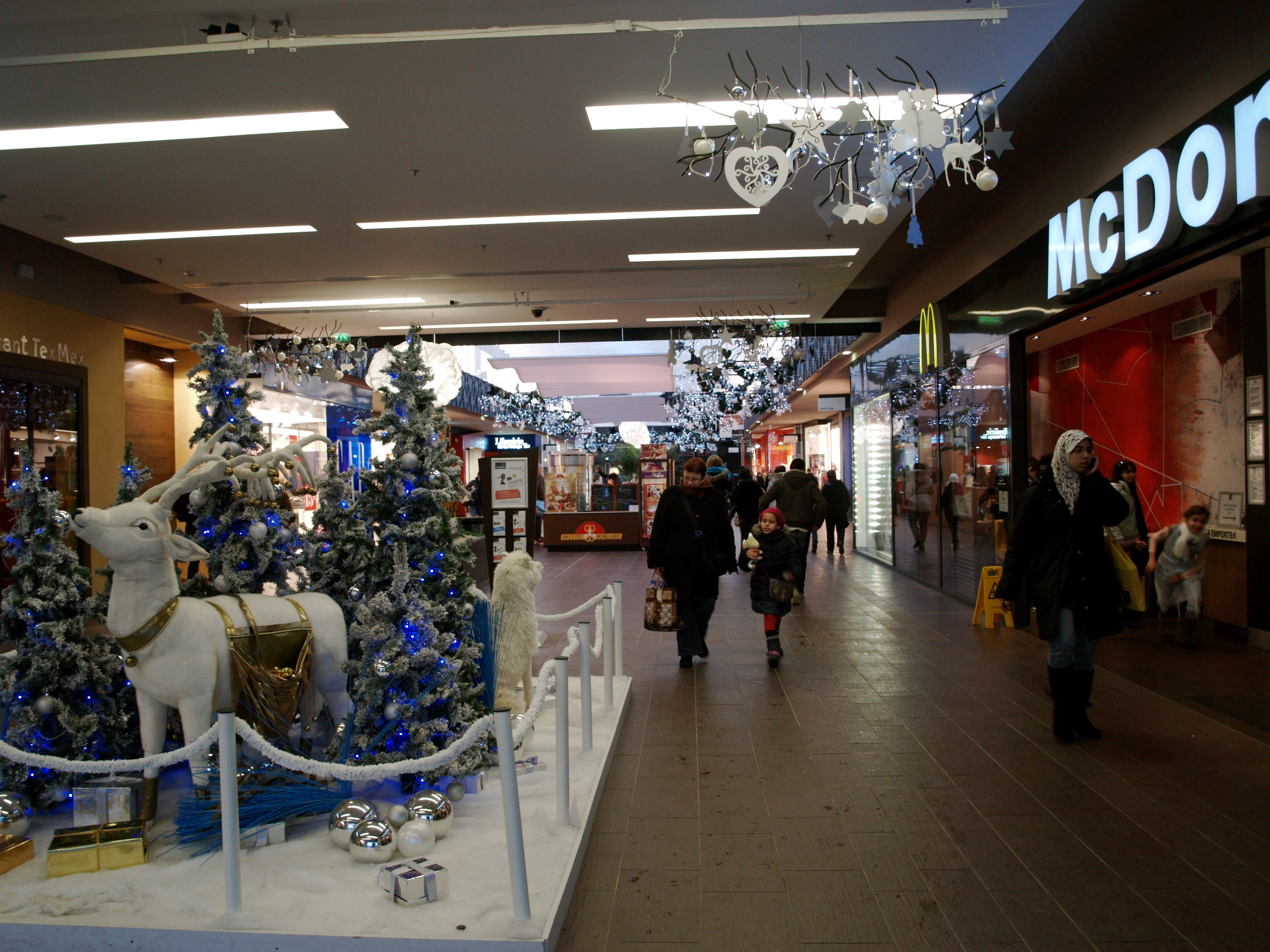
Interno del centro durante il periodo natalizio.

All’interno del centro si organizzano regolarmente dimostrazioni di prodotto e iniziative di animazione per il pubblico.
Oltre ai negozi, Rivetoile offre numerosi servizi ai visitatori: Wi‑Fi, area giochi per bambini, noleggio passeggini, ecc.

### Insegne
All’apertura contava 5 ristoranti e 85 negozi, il più grande dei quali era il supermercato E. Leclerc. Numerosi marchi hanno l’esclusiva nel centro e diversi ristoranti dispongono di terrazze esterne sull’acqua, aperte tutti i giorni.
Inoltre, ospita la sede della Caisse d’Épargne Grand Est.

## Residenza Rives de l’Étoile
Sopra il centro commerciale si trova un complesso residenziale di appartamenti realizzati nella stessa epoca.

## Accessi

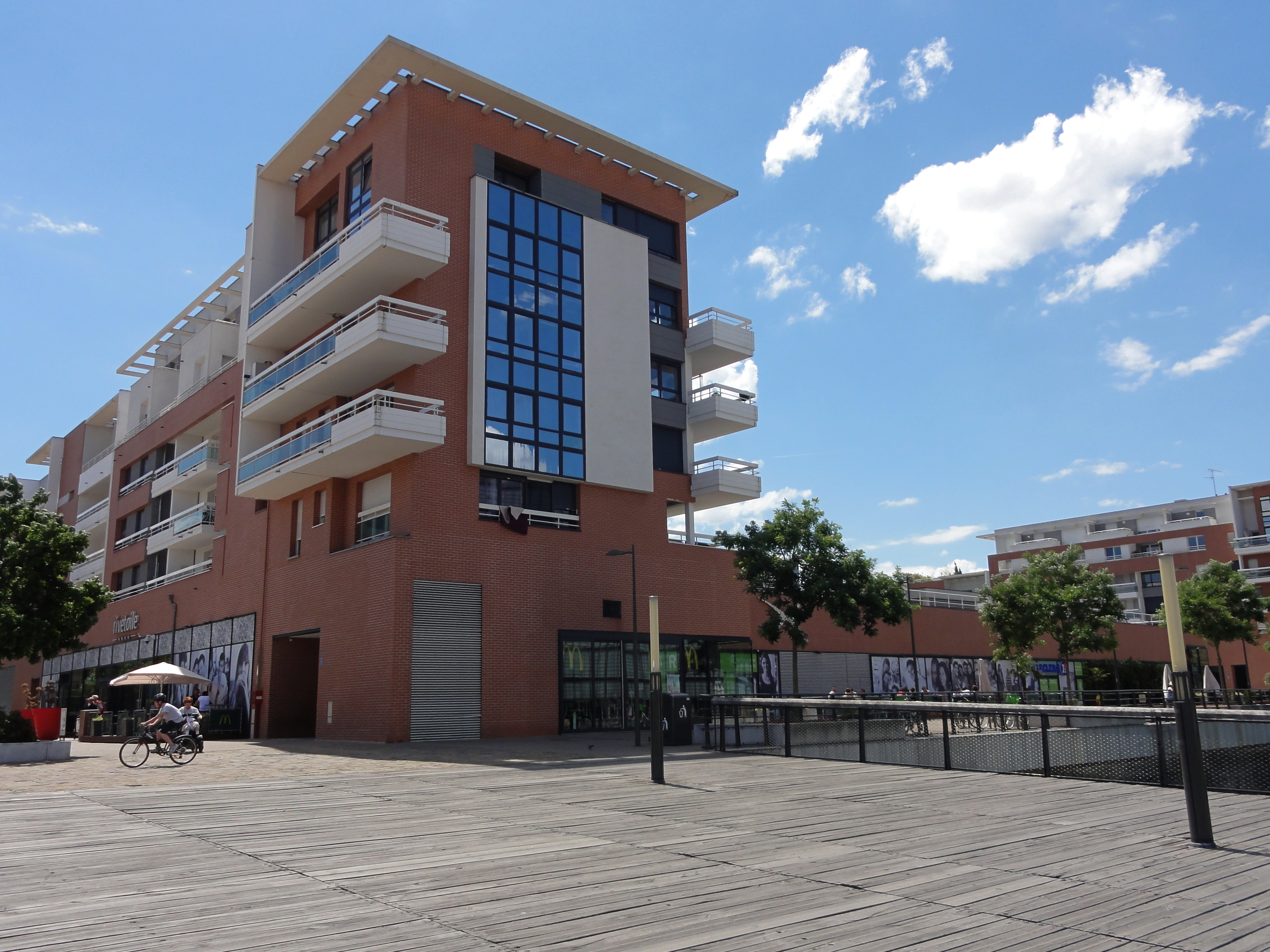
Ingresso lato UGC Ciné Cité.

Rivetoile è accessibile in auto dalla vecchia RN 4 (route du Rhin), che costeggia l’infrastruttura. È disponibile un parcheggio interrato con 1 150 posti, accessibile obbligatoriamente dalla RN 4.
Il centro è servito dalle linee di tram A e D (fermata Étoile Bourse) e dalle linee C ed E (fermata Winston Churchill).
Le linee di autobus C1 e C8 della CTS fermano a Étoile Bourse.
il Bus ad Alto Livello di Servizio G collega direttamente la Gare Centrale a Rivetoile (fermata Presqu’île André Malraux).